# 马里韦纽战役

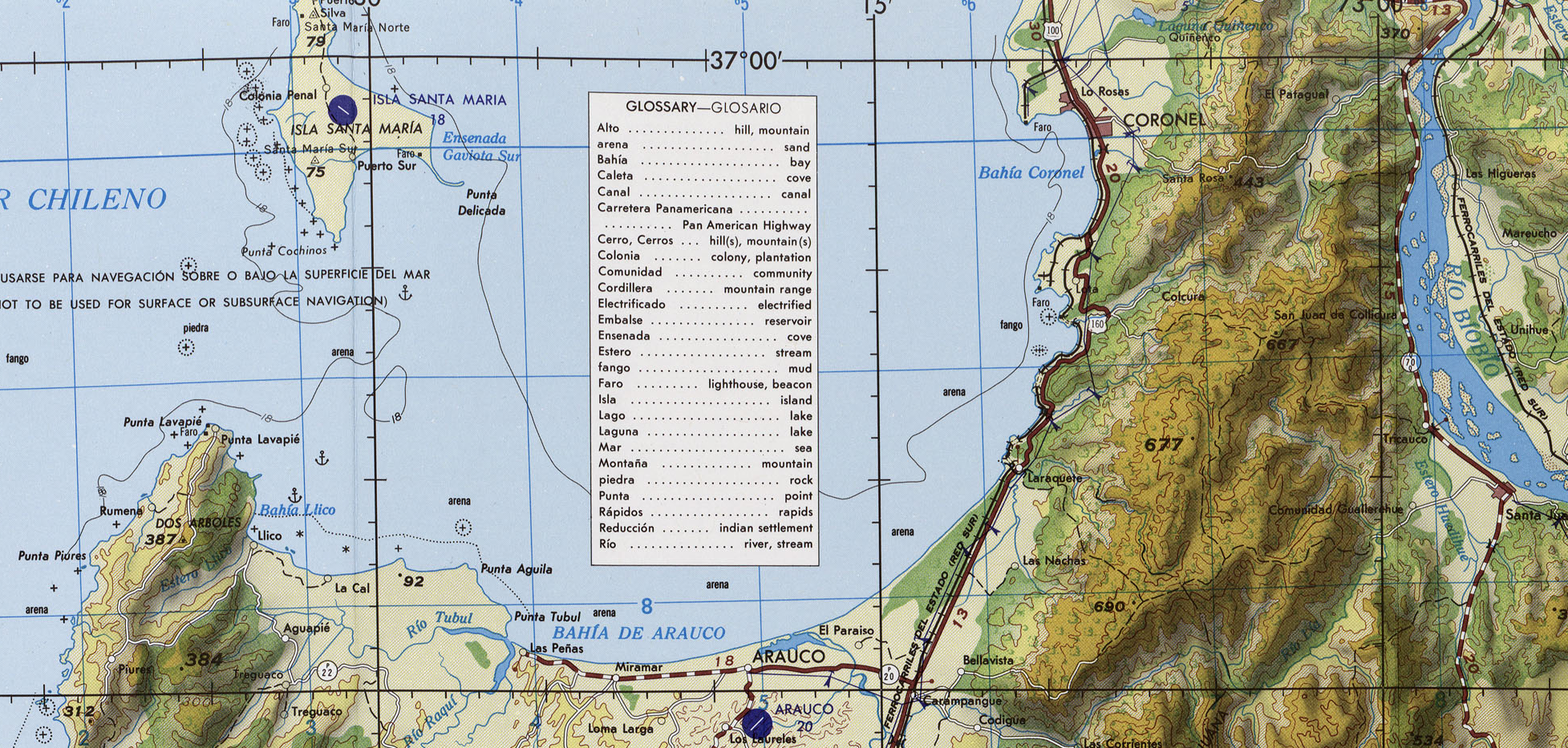
右侧为阿劳科湾，这场战役的发生地。

马里韦纽战役是阿劳卡尼亚战争早期的决定性战役之一。它是马普切人领袖莱夫扎茹和西班牙人将领弗朗西斯科·德·比利亚格拉之间在1554年2月23日的一场战役。

## 历史
在遭受了图卡佩尔战役的失败之后，西班牙人匆忙地重新组织了他们的部队，增援了帝国堡垒的防卫，并遗弃了孔菲内斯和阿劳科的拓居地，来强化康塞普西翁。而马普切人按照传统，进行了冗长的胜利庆祝，这使得莱夫扎茹错过了机会来实现展现他刚取得的军事优势的渴望。到了1554年2月，他才成功地集结了8000人的军队，并及时地对抗了弗朗西斯科·德·比利亚格拉指挥的一场进行报复的远征。
莱夫扎茹选择在马里韦纽山上同西班牙人战斗。他将军队一分为四：两支负责冲锋以削弱敌人；第三支作为预备，等西班牙人将被击垮时发动一场新的攻击；最后一支负责截住他们的撤退。此外，一个小组还被派出去摧毁西班牙人建立的穿越比奥比奥河的麦秸桥，而这么做将会进一步瓦解比利亚格拉的任何撤退的企图。
西班牙人攻破了马普切人的第一道战线，但是第三支分队做出的快速回应使得马普切人保持住了位置。之后，这支分队的两翼开始攻击西班牙人的两侧，而第四支分队则从背后攻击。在数小时的战斗后，西班牙人失去了他们的火炮。只有一小群西班牙人情急拼命地突破了马普切人的封锁，从后面逃走了。

## 额外信息